# Bank of China
Bank of China (BOC, in cinese: 中国银行股份有限公司S, Zhōngguó Yínháng gǔfènyǒuxiàngōngsīP) è una banca cinese controllata dallo Stato cinese tramite l'agenzia statale State Administration of Foreign Exchange.

## Storia

### La "Banca del Grande Qing"
La storia della Bank of China ebbe inizio nel 1905, quando il Governo imperiale della dinastia Qing istituì la  Da Qing Hu Bu Yinhang (in caratteri cinesi: 大清户部銀行), ovvero la "Banca del Ministero delle Finanze dell'Impero Cinese" (la "Grande Qing"), che è stata la banca centrale della dinastia Qing e la prima banca centrale nella storia della Cina. Essa svolgeva il ruolo di banca centrale, stampava le banconote e gestiva la tesoreria dell'amministrazione imperiale, ma era anche una banca d'affari.
La Banca aveva sede al 27 della via Xijiaomin, nel Distretto di Xicheng, a Pechino.
Nel 1908 l'istituzione fu ribattezzata semplicemente Da Qing Yinhang (大清銀行), ovvero "Banca della Grande Qing". Nel 1912, Chen Jintao fu nominato capo della riforma finanziaria nel governo del presidente Sun Yat-sen e riorganizzò la Da-Qing Bank in Bank of China, di cui è stato successivamente considerato il fondatore.
Nel 1917, Tsuyee Pei aprì la filiale della Bank of China a Hong Kong.

### La fondazione
Dopo la proclamazione della Repubblica di Cina nel 1912 a seguito della Rivoluzione Xinhai, la banca del Da Qing fu ulteriormente ribattezzata Bank of China.
Inizialmente fungeva da banca centrale, ma fu sostituita in questo ruolo dalla Banca centrale della Repubblica di Cina nel 1928, e divenne perciò una banca commerciale ordinaria.
In ogni modo, dalla fondazione fino al 1942 svolse l'attività di banco d'emissione a fianco delle altre tre grandi banche dell'epoca, la Banca Centrale, la Banca dei Contadini Cinesi (中國農民銀行, traslitterato in pinyin: Zhōngguó nóngmín yínháng) e la Banca delle Comunicazioni (交通銀行, traslitterato Jiāotōng Yínháng).  Nel 1928, la banca trasferì la sua sede centrale da Pechino a Shanghai. Nel 1929 la banca aprì una filiale a Londra, la prima al di fuori della Cina.  La filiale gestiva il debito estero del governo, divenne un centro per la gestione della valuta estera della banca e agì come intermediario per il commercio internazionale della Cina. Nel 1931, un'altra filiale all'estero fu aperta a Osaka, e nel 1936 a Singapore (per gestire le rimesse in Cina dei cinesi d'oltremare) e un'agenzia a New York.
Nel 1937, allo scoppio delle ostilità con il Giappone, le forze giapponesi bloccarono i principali porti della Cina. La Bank of China aprì un certo numero di filiali a Batavia, Penang, Kuala Lumpur, Haiphong, Hanoi, Rangoon, Bombay e Calcutta per facilitare la raccolta delle rimesse e il flusso di forniture militari. Ha anche aperto sub-agenzie a Surabaya, Medan, Dabo, Batu Pahat, Baichilu, Mandalay, Lashio, Ipoh e Seremban. Nel 1941-1942, la conquista giapponese del sud-est asiatico costrinse la BOC a chiudere tutte le sue filiali all'estero, agenzie, sotto-filiali e sub-agenzie, ad eccezione di Londra, New York, Calcutta e Bombay. Ciononostante, nel 1942, riuscì a stabilire sei nuove filiali all'estero, come a Sydney (Australia), Liverpool, L'Avana e Karachi.
Dopo la fine della seconda guerra mondiale, la Bank of China nel 1946 riaprì le sue filiali e agenzie a Hong Kong, Singapore, Haiphong, Rangoon, Kuala Lumpur, Penang e Giacarta. Ha spostato l'agenzia di Hanoi a Saigon. Su suggerimento del quartier generale delle forze alleate, liquidò la filiale di Osaka e aprì una filiale secondaria a Tokyo. Nel 1947, la banca aprì agenzie a Bangkok, Chittagong e Tokyo.

### La divisione

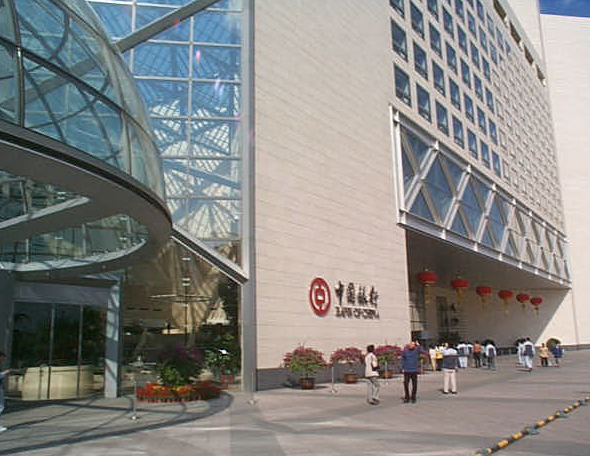
La sede della Bank of China a Pechino, disegnata da Ieoh Ming Pei

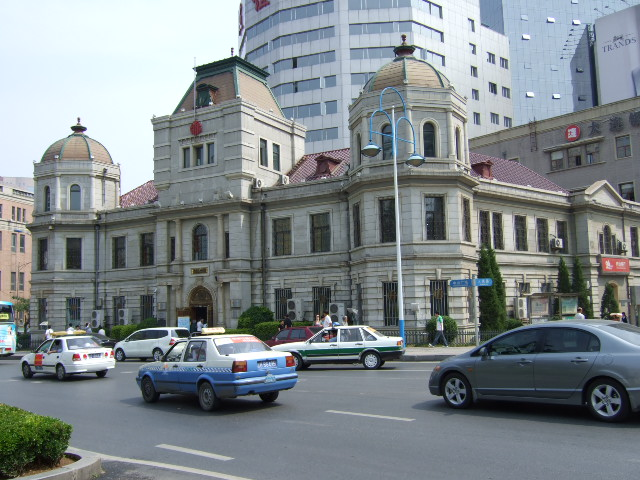
La storica sede di Dalian (1910), ora filiale della China CITIC Bank

Nel 1949, con la conclusione della Guerra civile cinese, la Bank of China si trovò divisa in due. Una prima parte  (ad esempio New York, Tokyo, L'Avana, Bangkok e Panama) si trasferì a Taipei, sull'isola di Formosa, dove si era rifugiato il Governo nazionalista del Kuomintang guidato dal generale Chiang Kai-shek. Nel 1971 fu privatizzata e ribattezzata International Commercial Bank of China (中國國際商業銀行). In seguito si fuse con la Taiwan Bank of Communications Chiao Tung Bank (交通銀行) per formare la Mega International Commercial Bank.
La seconda parte, quella che si trovava sulla Cina continentale (ad esempio Hong Kong, Singapore, Londra, Penang, Kuala Lumpur, Giacarta, Calcutta, Bombay, Chittagong e Karachi), ha mantenuto il nome storico di Bank of China. Con l'istituzione della Banca Popolare Cinese, si è trasformata in una banca commerciale. Oggi è una delle quattro più grandi banche cinesi insieme a Agricultural Bank of China, China Construction Bank e Industrial and Commercial Bank of China.
Nel 1979 la Bank of China rivolse particolare attenzione alla finanza internazionale, aprendo una filiale in Lussemburgo, che divenne gradualmente la sua sede europea negli anni '90. Nel 1981 aprì una filiale a New York, seguita da Parigi nel 1985. Nel 1987, il BOC divenne un membro ordinario della LBMA. Nel 1992 aprì un ufficio a Toronto.

### La privatizzazione
Tradizionalmente di proprietà statale al 100%, attraverso la China Central Huijin e il Consiglio Nazionale per il Fondo di Sicurezza Sociale, nel 2006 fu oggetto di un'offerta pubblica iniziale di parte delle sue azioni; attualmente il flottante è pari al 26% del capitale. 
In occasione dell'offerta pubblica, la BOC ha invitato gli investitori a lungo termine di assumere delle partecipazioni nella società. All'invito hanno aderito la Royal Bank of Scotland, la UBS e la Temasek.
Il 1º giugno 2006, la quotazione alla Borsa di Hong Kong è stata la più grande IPO dal 2000 e la quarta più grande IPO di sempre, raccogliendo circa 9,7 miliardi di dollari nell'offerta globale di azioni H. L'opzione di over-allotment è stata quindi esercitata il 7 giugno 2006, portando il valore totale della loro IPO a 11,2 miliardi di dollari.  La banca ha anche effettuato un'IPO di successo nella Cina continentale il 5 luglio 2006, offrendo fino a 10 miliardi di azioni A alla Borsa di Shanghai per 20 miliardi di RMB (2,5 miliardi di dollari). BOC ha anche acquistato la partecipazione di Singapore Airlines in Singapore Aircraft Leasing Enterprise, rinominandola BOC Aviation nel 2007.
Nel 2008, BOC ha acquisito una partecipazione del 20% nella Compagnie Financière Edmond de Rothschild (LCFR) per 236,3 milioni di euro (340 milioni di dollari). Nel 2009, la banca ha aperto filiali a San Paolo, Maputo e Penang.
A partire dal 2009 la BoC era il secondo più grande istituto di credito in Cina in generale, e la quinta banca più grande al mondo per valore di capitalizzazione di mercato. Una volta posseduta al 100% dal governo centrale, tramite China Central Huijin e il National Council for Social Security Fund (SSF), nel giugno 2006 ha avuto luogo un'offerta pubblica iniziale (IPO) delle sue azioni, il flottante è attualmente superiore al 26%.

## Principali azionisti
La quotazione il 7 giugno 2006, a seguito della Initial Public Offering, a Hong Kong, l'assetto societario della Bank of China (SEHK: 3988)  era:
- State Administration of Foreign Exchange (un braccio di investimento del governo della Repubblica popolare cinese): 69,265%
- RBS Cina: 8,467% (4,26% a beneficio della RBS, il resto detenuto come custode per gli interessi del miliardario Li Ka-shing)
- Asia Financial Holdings AFH Pte. Ltd. (una consociata interamente controllata da Temasek): 4,765%
- Fondo per la Previdenza Sociale  (PRC fondo pensione statale): 4,576%
- UBS AG: 1,366%
- ADB: 0,205

Li Ka-shing, RBS, Temasek e UBS sono stati costretti a non vendere le loro azioni fino al 31 dicembre 2008.

## Presenza internazionale
La Bank of China è la più internazionale delle banche cinesi, con uffici in 27 paesi di tutti i continenti: Giappone, Corea, Singapore, Taiwan, Filippine, Vietnam, Thailandia, Malaysia, Indonesia, Australia, Kazakhstan, Bahrain, Gran Bretagna, Francia, Germania, Italia, Lussemburgo, Irlanda, Russia, Ungheria, Zambia, Sudafrica, Canada, Stati Uniti, Panama, Brasile, nonché le isole Cayman  benché presente in tante nazioni straniere, le operazioni all'estero rappresentano solo il 4% dei profitti e delle attività.

## Banco d'emissione
La controllata di Hong Kong della Bank of China è una delle tre banche private che sono autorizzate a stampare le banconote di Hong Kong (le altre sono la Hong Kong and Shanghai Banking Corporation e la Standard Chartered Bank). La Bank of China ha iniziato l'emissione nel 1994.
Il Banco da China è il secondo Istituto di Emissione di Macao.

## Controversie

### Scandalo delle garanzie in Polonia
Dopo che la COVEC si ritirò dal completamento della costruzione dell'autostrada A2 in Polonia, la Bank of China dovette pagare una garanzia di prestazione all'organizzazione stradale del governo polacco GDDKiA. Tuttavia, con la Export-Import Bank of China, si sono rifiutati di pagarlo; solo Deutsche Bank ha onorato i suoi obblighi ai sensi della decisione del tribunale.

### Wultz v. Bank of China
L'8 agosto 2008, la famiglia di Daniel Wultz, un adolescente americano ucciso in un attacco terroristico del 2006 in Israele, ha intentato una causa contro la Bank of China presso la Corte Distrettuale degli Stati Uniti per il Distretto di Columbia. Il caso è stato successivamente trasferito alla Corte distrettuale degli Stati Uniti, distretto meridionale di New York. Il 29 ottobre 2012, l'onorevole J. Scheindlin ha emesso una sentenza che obbliga la Bank of China a far fronte alla richiesta.

### Presunti trasferimenti di denaro a Hamas
Nel 2012, le famiglie di otto vittime del massacro di Mercaz HaRav a Gerusalemme del 2008 hanno intentato una causa da 1 miliardo di dollari contro la Bank of China. La causa affermava che nel 2003 la filiale di New York della banca aveva trasferito milioni di dollari ad Hamas dalla sua leadership in Siria e Iran. La Bank of China ha successivamente negato di aver fornito servizi bancari a gruppi terroristici: "La Bank of China ha sempre seguito rigorosamente i requisiti e i regolamenti antiriciclaggio e antifinanziamento del terrorismo delle Nazioni Unite in Cina e in altre aree giudiziarie in cui operiamo".